# ۱۴۸۵ (میلادی)
۱۴۸۵ (میلادی) هزار و چهارصد و هشتاد و پنجمین سال تقویم میلادی است.

## مناسبت‌ها
اولین طرح و ایده هواپیما توسط لئوناردو داوینچی

## درگذشتگان
‎